# 杯萼海桑
杯萼海桑（学名：Sonneratia alba）为千屈菜科海桑属下的一个种。其种加词“alba”意为“白色的”。

## 形态
- 花
- 枝与叶
- 果实
- 果实
- 成熟的果实
- 主干与气根